# Homalium dalzielii
Espèce
Statut de conservation UICN

 VU D2 : Vulnérable
Homalium dalzielii est une espèce de plantes à fleurs de la famille des Salicaceae trouvée au Bénin, au Nigeria et au Cameroun. Elle peut mesurer jusqu'à 40 pieds (12,192 m).

## Publication originale
- Flora of West Tropical Africa 1: 165, 166. 1927.